# Sulfonyle

Structure générique d'une sulfone. Le groupe sulfonyle est en bleu.

En chimie organique, le groupe sulfonyle est formé d'un atome de soufre lié à deux atomes d'oxygène par des liaisons doubles, ce qui correspond à la formule –S(=O)2–. Les composés organiques qui contiennent un groupe sulfonyle sont appelés sulfones.
Il en existe des dérivés, comme le groupe chlorure de sulfonyle, qui a pour formule –SO2Cl.
Il correspond au groupe sulfuryle en chimie minérale.